# BWF Super Series 2013
Die BWF Super Series 2013 war die siebente Saison der BWF Super Series im Badminton. Die Serie begann mit der Korea Open Super Series Premier am 8. Januar 2013 und endete mit der Hong Kong Super Series am 24. November. Zum Abschluss wurde das BWF Super Series Finale ausgetragen.

## Turnierplan
| Nr. | Veranstaltung                    | Austragungsort                  | Stadt        | Datum         | Datum         | Preisgeld US-Dollar | Bericht |
| Nr. | Veranstaltung                    | Austragungsort                  | Stadt        | Start         | Ende          | Preisgeld US-Dollar | Bericht |
| --- | -------------------------------- | ------------------------------- | ------------ | ------------- | ------------- | ------------------- | ------- |
| 1   | Korea Open Super Series Premier  | SK Olympic Handball Gymnasium   | Seoul        | 8. Januar     | 13. Januar    | 1.000.000           | Report  |
| 2   | Malaysia Open Super Series       | Stadium Putra                   | Kuala Lumpur | 15. Januar    | 20. Januar    | 400.000             | Report  |
| 3   | All England Super Series Premier | National Indoor Arena           | Birmingham   | 5. März       | 10. März      | 400.000             | Report  |
| 4   | India Super Series               | Siri Fort Sports Complex        | Neu-Delhi    | 23. April     | 28. April     | 200.000             | Report  |
| 5   | Indonesia Super Series Premier   | Gelora-Bung-Karno-Stadion       | Jakarta      | 11. Juni      | 16. Juni      | 700.000             | Report  |
| 6   | Singapore Super Series           | Singapore Indoor Stadium        | Singapur     | 18. Juni      | 23. Juni      | 200.000             | Report  |
| 7   | China Masters Super Series       | Changzhou Olympic Sports Center | Changzhou    | 10. September | 15. September | 250.000             | Report  |
| 8   | Japan Super Series               | Tokyo Metropolitan Gymnasium    | Tokio        | 17. September | 22. September | 200.000             | Report  |
| 9   | Denmark Super Series Premier     | Odense Idrætshal                | Odense       | 15. Oktober   | 20. Oktober   | 400.000             | Report  |
| 10  | French Super Series              | Stade Pierre de Coubertin       | Paris        | 22. Oktober   | 27. Oktober   | 200.000             | Report  |
| 11  | China Open Super Series Premier  | Yuan Shen Gymnasium             | Shanghai     | 12. November  | 17. November  | 450.000             | Report  |
| 12  | Hong Kong Super Series           | Hong Kong Coliseum              | Kowloon      | 19. November  | 24. November  | 250.000             | Report  |
| 13  | BWF Super Series Finals          | Stadium Badminton Kuala Lumpur  | Kuala Lumpur | 11. Dezember  | 15. Dezember  | 500.000             | Report  |

## Sieger
| Veranstaltung | Herreneinzel     | Dameneinzel       | Herrendoppel                       | Damendoppel                             | Mixed                                       |
| ------------- | ---------------- | ----------------- | ---------------------------------- | --------------------------------------- | ------------------------------------------- |
| Korea         | Lee Chong Wei    | Sung Ji-hyun      | Ko Sung-hyun Lee Yong-dae          | Wang Xiaoli Yu Yang                     | Zhang Nan Zhao Yunlei                       |
| Malaysia      | Lee Chong Wei    | Tai Tzu-ying      | Mohammad Ahsan Hendra Setiawan     | Bao Yixin Tian Qing                     | Joachim Fischer Nielsen Christinna Pedersen |
| England       | Chen Long        | Tine Baun         | Liu Xiaolong Qiu Zihan             | Wang Xiaoli Yu Yang                     | Tontowi Ahmad Liliyana Natsir               |
| Indien        | Lee Chong Wei    | Ratchanok Intanon | Liu Xiaolong Qiu Zihan             | Miyuki Maeda Satoko Suetsuna            | Tontowi Ahmad Liliyana Natsir               |
| Indonesien    | Lee Chong Wei    | Li Xuerui         | Mohammad Ahsan Hendra Setiawan     | Bao Yixin Cheng Shu                     | Zhang Nan Zhao Yunlei                       |
| Singapur      | Tommy Sugiarto   | Wang Yihan        | Mohammad Ahsan Hendra Setiawan     | Tian Qing Zhao Yunlei                   | Tontowi Ahmad Liliyana Natsir               |
| China Masters | Wang Zhengming   | Liu Xin           | Ko Sung-hyun Lee Yong-dae          | Wang Xiaoli Yu Yang                     | Zhang Nan Zhao Yunlei                       |
| Japan         | Lee Chong Wei    | Akane Yamaguchi   | Mohammad Ahsan Hendra Setiawan     | Ma Jin Tang Jinhua                      | Zhang Nan Zhao Yunlei                       |
| Dänemark      | Chen Long        | Wang Yihan        | Lee Yong-dae Yoo Yeon-seong        | Bao Yixin Tang Jinhua                   | Zhang Nan Zhao Yunlei                       |
| French Open   | Jan Ø. Jørgensen | Wang Shixian      | Markis Kido Markus Fernaldi Gideon | Bao Yixin Tang Jinhua                   | Zhang Nan Zhao Yunlei                       |
| China Open    | Chen Long        | Li Xuerui         | Lee Yong-dae Yoo Yeon-seong        | Wang Xiaoli Yu Yang                     | Tontowi Ahmad Liliyana Natsir               |
| Hong Kong     | Lee Chong Wei    | Wang Yihan        | Lee Yong-dae Yoo Yeon-seong        | Bao Yixin Tang Jinhua                   | Chris Adcock Gabrielle White                |
| Finale        | Lee Chong Wei    | Li Xuerui         | Mohammad Ahsan Hendra Setiawan     | Christinna Pedersen Kamilla Rytter Juhl | Joachim Fischer Nielsen Christinna Pedersen |